# Robustanoplodera tricolor
Robustanoplodera tricolor là một loài bọ cánh cứng trong họ Cerambycidae.